# Habsburg József magyar kormányzó
Vitéz Habsburg–Lotaringiai József Ágost (ismert még mint Ausztriai József Ágost főherceg, teljes nevén József Ágost Viktor Kelemen Mária, németül: Erzherzog Joseph August von Österreich) (Alcsút, Ausztria–Magyarország, 1872. augusztus 9. – Rain, Nyugat-Németország, 1962. július 6.) a Habsburg–Lotaringiai-házból származó osztrák főherceg, magyar királyi herceg, császári és királyi tábornagy, a Felsőház tagja, aki 1918 novemberében a Magyar Királyság királyi helytartója, majd a Magyar Népköztársaság kormányzója 1919 augusztusában. A Horthy-korszak aktív szereplője, a Magyar Tudományos Akadémia elnöke. A Magyar Királyi Honvédség egyetlen tábornagya.

## Élete

### Származása, testvérei
József Ágost főherceg, magyar királyi herceg (akit a magyar sajtóban és köznyelvben legtöbbször csak József főhercegnek neveztek), a Habsburg–Lotaringiai-ház nádori (magyar) ágából származott. Édesapja József Károly Lajos főherceg, lovassági tábornok (1833–1905) volt, a magyar honvédség főparancsnoka, József nádor (1776–1847) fia, István nádor (István Ferenc Viktor főherceg, 1817–1867) testvéröccse. József Ágost főherceg nagyapja és nagybátyja is a Magyar Királyság utolsó nádorai voltak. Dédapja II. Lipót német-római császár, magyar és cseh király volt.
József Ágost főherceg édesanyja Szász–Coburg–Koháry Klotild Mária Adél Amália hercegnő (1846–1927) volt, I. Lajos Fülöp francia király unokája, aki a Szász–Coburg–Gothai hercegi dinasztia magyar ágából származott.
A szülők házasságából hét gyermek született, a negyedik, József Ágost főherceg volt a legidősebb fiú:
- Erzsébet (Linz, 1865. március 18. – 1866. január 7.), meghalt kisgyermekként
- Mária Dorottya Amália főhercegnő (Alcsút, 1867. június 14. – Alcsút, 1932. április 6.), aki 1896. november 5-én férjhez ment Fülöp orléans-i herceghez.
- Margit Klementina Mária (Alcsút, 1870. július 6. – Regensburg, 1955. május 2.), aki 1890. július 15-én férjhez ment Thurn und Taxis Albert herceghez, Erzsébet királyné nővérének fiához.
- József Ágost főherceg, tábornagy (1872–1962)
- László Fülöp Mária Vince főherceg (Alcsút, 1875. július 16. – Budapest, 1895. szeptember 6.) a honvédség 1. gyalogezredének hadnagya, vadászbalesetben halt meg.
- Erzsébet Henrietta Klotild Mária Viktória főhercegnő (Alcsút, 1883. március 9. – Regensburg, 1958)
- Klotild Mária Rainera Amália Filoména főhercegnő (Fiume, 1884. május 9. – Alcsút, 1903. december 14.), fiatalon meghalt.

### Házassága, gyermekei

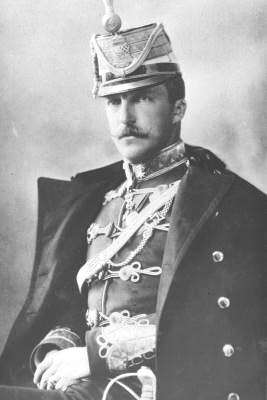
Az ifjú József főherceg, a Magyar Királyi Honvédség huszártiszti egyenruhájában
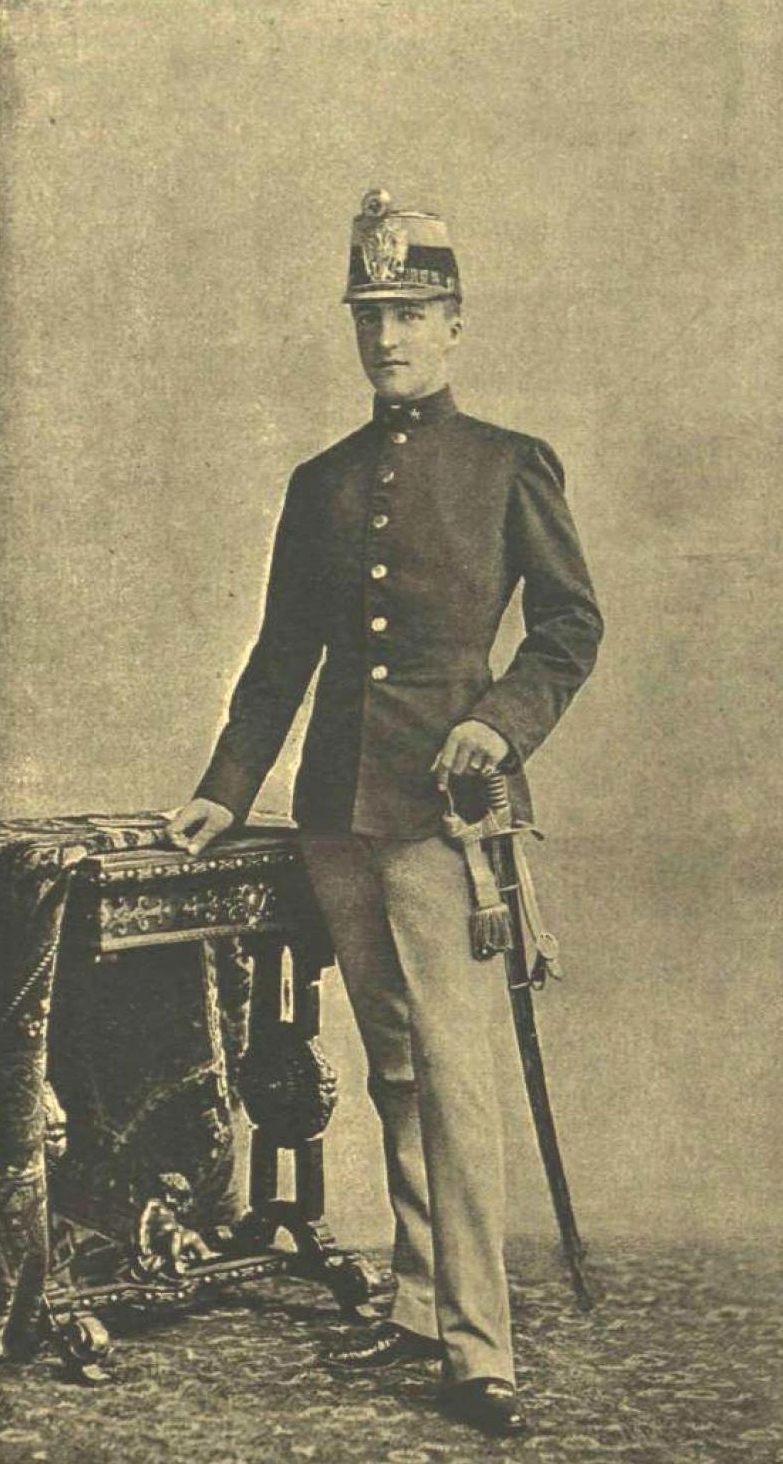
József Ágost főherceg a nővére esküvőjén (1890), az osztrák–magyar Császári és Királyi Hadsereg egyenruhájában
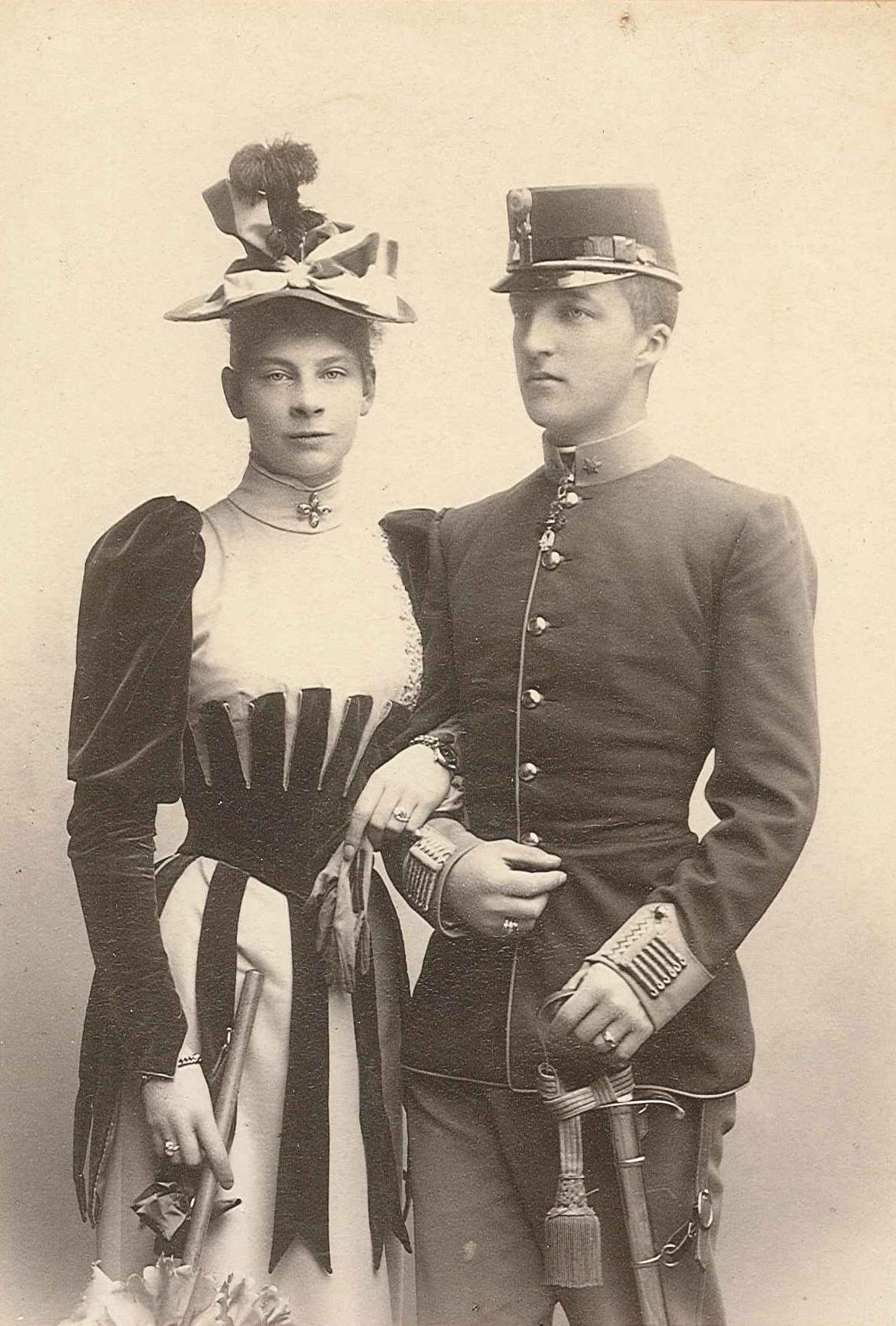
József Ágost és neje, Auguszta hercegnő
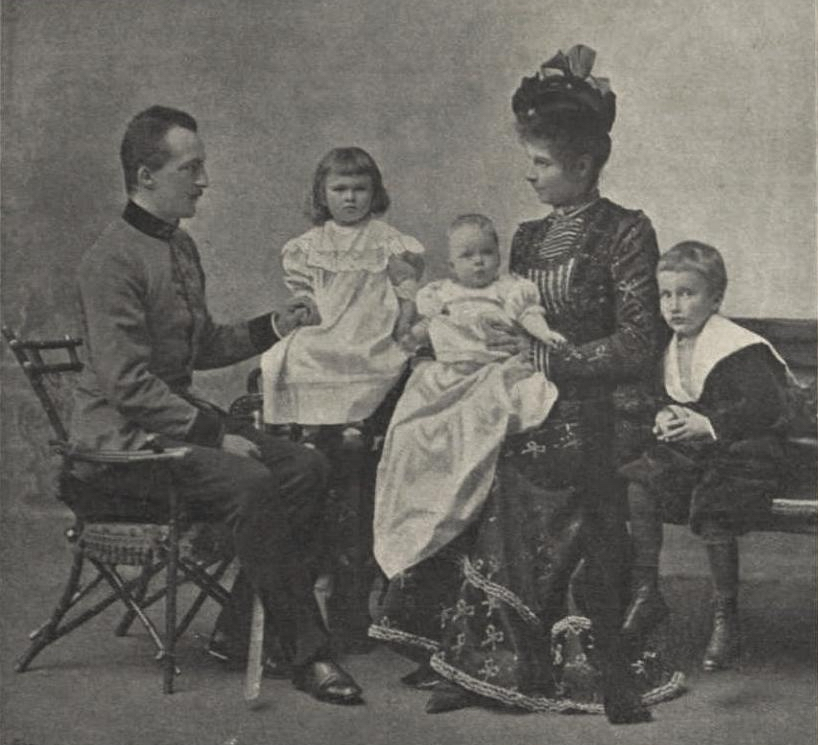
A főhercegi család
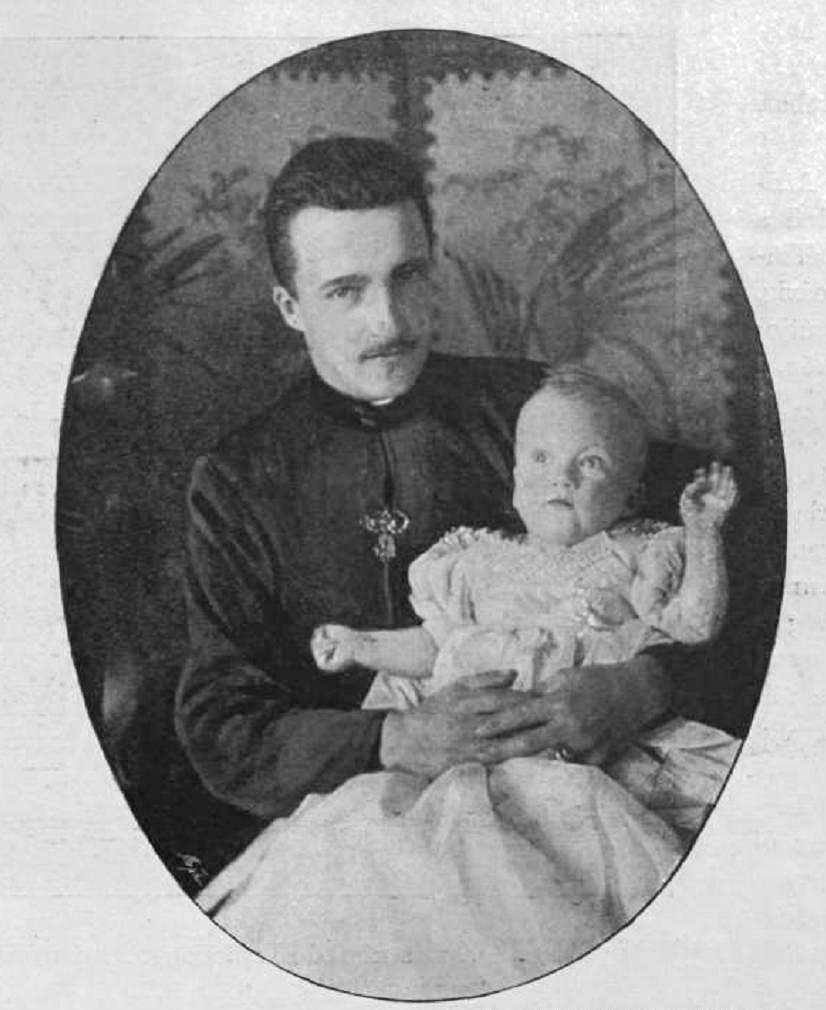
József Ágost kisfiával, József Ferenc főherceggel

József főherceg 1893. november 15-én Münchenben feleségül vette Auguszta Mária Lujza bajor hercegnőt (1875–1964), Lipót Miksa József bajor herceg (Leopold Maximilian Joseph Maria Arnulf Prinz von Bayern, 1846–1930) és Gizella osztrák főhercegnő (1856–1932) leányát, I. Ferenc József császár és király unokáját. A házasságból hat gyermek született, négyen érték meg a felnőttkort:
- József Ferenc főherceg (1895–1957), aki százados (Rittmeister) lett a 7. huszárezredben. Az első világháborúban elnyerte az Ezüst Vitézségi Érmet. A Monarchia széthullása után belépett a Magyar Királyi Honvédség kötelékébe. Anna Mónika szász királyi hercegnőt vette feleségül.
- Gizella Auguszta Anna Mária főhercegnő (1897–1901), kisgyermekként meghalt
- Zsófia Klementina Erzsébet főhercegnő (1899–1978)
- László Luitpold főherceg (1901–1946)
- Mátyás József Albert főherceg (1904–1905), kisgyermekként meghalt
- Magdolna Mária Rainéria főhercegnő (1909–2000) festőművész, szobrász

József Ágost főherceg anyósa, Gizella főhercegnő Ferenc József és az 1898-ban meggyilkolt Erzsébet királyné és császárné legidősebb élő leánya volt. A fiatal pár gyermekei még Ferenc József életében megszülettek, az idős császári dédapa nagy örömére. Auguszta hercegnő vőlegényeként József főherceg 1893. szeptember 4-én megkapta a bajor Szent Hubert-érdemrendet (a rossz nyelvek szerint annak jutalmaként, hogy elvette a csúnya és hízásra hajlamos Auguszta hercegnőt.)

### Ifjúsága, a világháborúig

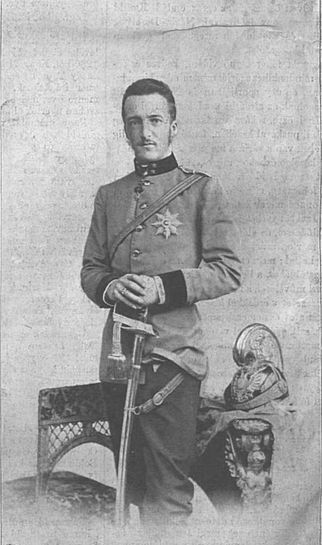
Az ifjú főherceg az osztrák-magyar Császári és Királyi Hadsereg dragonyostiszti uniformisában.

József Ágost főherceg katonai pályafutása 1890. április 26-án kezdődött, amikor hadnagyként szolgálatba lépett az 1. gyalogezredben. 1891. március 24-én megkapta az Aranygyapjas rendet. 1893. október 27-én főhadnaggyá léptették elő, és 72. gyalogezredhez került. Innen 1894-ben áthelyezték a 6. dragonyos ezredhez. 1898. november 1-jén lovassági századossá (Rittmeister), majd 1902. május 1-jén őrnaggyá léptették elő.
Édesapjához hasonlóan József Ágost is elsősorban magyar arisztokrataként határozta meg magát, és maga kérte a császártól, helyezze őt a magyar honvédség kötelékébe. Még 1902-ben az 1. magyar huszárezredhez helyezték (HonvHR 1). 1903. november 1-jén alezredessé léptették elő és 1904-ben kinevezték az 1. huszárezred parancsnokává. 1905. április 28-án a 15. dragonyos ezred (DR15) tulajdonosa (tiszteletbeli parancsnoka) lett, röviddel ezután május 1-jén ezredessé léptették elő, május 29-én megkapta a Katonai Érdemkeresztet. Ezzel egyidőben jogi tanulmányokat kezdett a budapesti Tudományegyetemen.
1907-ben kinevezték a 79. honvéd gyalogdandár (HonvIBrig) parancsnokává, és 1908. november 1-jén vezérőrnaggyá léptették elő. 1911. április elején kinevezték a budapesti 31. gyaloghadosztály parancsnokává. Eredményes dandárparancsnoki működéséért 1911. szeptember 20-án megkapta a bronz Katonai Érdemérmet (Signum Laudist), majd november 1-jén altábornaggyá (Feldmarschallleutnant) léptették elő. Ebben a beosztásban érte az első világháború kitörése.
Mint magas katonai rangot viselő Habsburg főherceg, József Ágost már a világháború előtt számos kitüntetést kapott külföldi uralkodóktól, így a Toszkánai Nagyhercegség Szent József-rendjének nagykeresztjét (1897), a Német Lovagrend Mária-keresztjét (Marianerkreuz, 1895), a perzsa sah gyémántokkal ékesített képmás-kitüntetését (1900) és a bolgár Alekszander rend nagykeresztjét (1905). Budapesti honvédségi szolgálati ideje alatt újabb külföldi kitüntetéseket kapott: a porosz Fekete Sas-rend és elsőosztályú Vörös Sas-rendet (1906), a brit Viktória-rend nagykeresztjét (1908), a spanyol III. Károly-rend nagykeresztjét (1909) és bolgár Kirill és Metód-rendet (1912).
A főherceg és felesége a magyarországi közéletben és művészeti életben is részt vállalt. Védnöke volt a Magyar Képzőművészeti Társulatnak, amely fennállásának 50. évfordulójára a városligeti Műcsarnokban magyar művészek alkotásaiból nagy jubileumi kiállítást rendezett. A kiállítást 1912. december 16-án ifj. Andrássy Gyulának (1860–1929), az Osztrák–Magyar Monarchia jövendő külügyminiszterének, a Társulat elnökének felkérésére, a király nevében József főherceg nyitotta meg .

### Az első világháborúban

#### Harcban Szerbia és Oroszország ellen
Az első világháború kitörésekor 1914 júliusában a József főherceg parancsnoksága alatt álló 31. közös gyaloghadosztályt előbb a szerbiai harctérre küldték, majd augusztusban a galíciai hadszíntérre vitték át. Győzelmesen harcolt a lembergi csatában, az orosz túlerő miatt elrendelt általános visszavonulásban utóvédként fedezte a hadsereg visszavonulását. 1914. október 25-én kinevezték a temesvári VII. hadtest parancsnokává, amely a Kárpátokban kemény honvédő harcokat vívott a Magyarországra benyomuló oroszokkal. 1914. november 1-jén lovassági tábornokká léptették elő, és kitüntették az első osztályú Vaskereszttel.

#### Helytállás az olasz frontokon
Májusban, amikor Olaszország addigi szövetségeseivel ellenséges oldalon belépett a háborúba a központi hatalmak ellen, VII. hadtestével a karintiai határvidékre küldték, majd az Isonzó-hadsereg déli szárnyára, a Doberdó-fennsíkra helyezték át. A legsúlyosabb harcokat a 17. gyaloghadosztály és a 20. honvéd gyaloghadosztály katonái vívták. A második isonzói csatában (1915. július 18. – augusztus 3.) József főherceg hadteste a kopár doberdói karsztvidéken (Carso) ásta be magát, és kemény harcban tartotta meg a fontos Monte San Michele és Monte Sei Busi magaslatokat. Az olasz támadás első 48 órájában a temesvári hadtest 5500 katonája esett el. A sziklás San Michele-hegy többször is gazdát cserélt. Július 24-ére a hadtest 25 000 embert veszített a Doberdó-fennsík védelmében.
A harmadik isonzói csatában (1915. október 15. – november 3. között) és a negyedik isonzói csatában (1915. november 10. – december 2. között) hasonlóan véres mészárlásokra került sor. Október 15. és november 15. között egyedül a 17. hadosztály 11 700 embert (főleg magyar katonákat) veszített el a Monte San Michele körüli elkeseredett védelmi harcokban. József főherceg a kilencedik isonzói csata (1916. október 31. – november 4.) lezárásáig az olasz fronton maradt, mint a VII. hadtest parancsnoka. Inspiratív parancsnoksága alatt a legnagyobbrészt magyar nemzetiségű katonákból álló csapatok – súlyos veszteségeik ellenére – hősies és sikeres harcokat vívtak. Maga József főherceg is kétszer könnyebben megsebesült. A fiatal parancsnokot kedvelték magyar nemzetiségű katonái, magyar nyelvismerete, embereivel szembeni felelős gondolkodása, közvetlen stílusa és személyes bátorsága miatt. 1916. november 1-jén vezérezredessé léptették elő.
Eredményeiért számos dicséretet és kitüntetést kapott: 1915-ben megkapta a Vörös Kereszt I. osztályú hadiékítményes Díszjelvényét, a Lipót-rend hadiékítményes nagykeresztjét, a bronz és ezüst Katonai Érdemérmet (Signum Laudis) hadiszalagon, és a porosz másodosztályú Vaskeresztjét. Parancsnoki döntései előtt szerette személyesen megismerni a valós hadműveleti helyzetet, ezért rendszeres látogatója volt a lövészárkoknak, megfigyelőállásoknak és előretolt őrhelyeknek, ezzel elnyerte katonái megbecsülését. Azon kevés tábornok egyike volt, aki megkapta a 12 heti folyamatos frontszolgálatért adományozott Károly-csapatkeresztet.
Gyakran tartózkodott katonái körében, ismerte megismerte gondolkozásukat, és igyekezett javítani felszerelési, ellátási és higiénés gondjaikat. Magyar nemzetiségű egységeit hihetetlen katonai teljesítményekre sarkallta, ha a főherceg az ő körzetükben tartózkodott. 1916-ban megkapta az első osztályú Katonai Érdemkeresztet, az Oszmán Birodalom Imtiaz Érdemérmének ezüst és arany fokozatát, a bajor Katonai Érdemrend nagykeresztjét a kardokkal és az első osztályú Vaskeresztet.

#### Uralkodóváltás
November végén, I. Ferenc József halála után Károly császár József főherceg vezérezredest nevezte ki a keleti front (Heeresfront Ost) parancsnokává. Az orosz és román hadsereggel kerültek szembe. 1916 végére visszahódították a románok által megszállt Erdély keleti részeit is, és megkezdték a fegyverszüneti tárgyalásokat.
Az új király, IV. Károly koronázása előtt éles politikai vita bontakozott ki Tisza István miniszterelnök és az ellenzék között. A Magyar Királyság törvényei szerint az uralkodó koronázásakor a nádor vagy annak helyettese segédkezik. A nádori tisztség 1867 óta betöltetlen volt. Tisza, akire a király bizalmatlanul tekintett, személyes presztízsokokból ragaszkodott ahhoz, hogy a képviselőház őt válassza meg nádorhelyettesnek. Az ellenzék József főherceget jelölte nádorhelyettesnek, akit a király is szívesebben látott volna a koronázáson, vallási és politikai okokból is. József főherceg személyesen tárgyalt Tiszával, aki hajthatatlan maradt, lemondását is kilátásba helyezve. Ennek hatására József főherceg lemondott a jelölésről. 1916. november 27-én a képviselőházban Tisza Nemzeti Munkapártja egységesen a miniszterelnököt választotta nádorhelyettesnek. A sértett főherceg távol maradt a december 30-ai koronázásról, viszonya Tiszával véglegesen megromlott.
1917 márciusában József főherceg megkapta a Károly-csapatkeresztet, és a Vörös Kereszt háborús érdemcsillagát (Ehrenkreuz), május 30-án a porosz Pour le Mérite érdemrendet, augusztus 5-én az arany Katonai Érdemrendet a kardokkal. Augusztus 17-én a Katonai Mária Terézia-rend (MMThO) bizottságától megkapta e kitüntetés középkeresztjét, az Isonzói csatákban szerzett érdemei elismeréséül.

#### Az utolsó csaták
1918 januárjában József főherceget kinevezték a Piave partján az olaszok ellen harcoló 6. hadsereg parancsnokává. 1918. március 18-án megkapta a magyar Szent István-rend nagykeresztjét, március 26-án pedig a tölgyfaleveleket a porosz „Pour le Mérite” kitüntetéséhez. A június 15. – június 22. között zajló, katasztrofális eredménnyel járó második piavei csatában József főherceg 6. hadseregének egyik hadteste érte el a hadművelet legjelentősebb eredményét, a Montello hegy elfoglalását. A piavei hadművelet kudarca után József főherceg meg tudta akadályozni messze előrenyomult csapatai körülzárását, megfékezte a menekülést, újjászervezett csapataival heves ellenséges tűzben rendezetten vonult vissza a Piave keleti partjára. Ezért a teljesítményéért később, 1927-ben megkapta a Katonai Mária Terézia-rend Bizottságától a Tiszti Arany Vitézségi Érmet is.
1918 júliusában, a piavei kudarc miatt menesztett Conrad távozása után József főherceg vette át az egész Tirol hadseregcsoport (Armeegruppe Tirol) parancsnokságát, amely magában foglalta a 10. és 11. hadseregeket is (a korábbi Conrad seregcsoportot). Ekkor már a pacifisták és a liberálisok a háború bármilyen áron való befejezésére törekedtek, és minden eszközzel bomlasztották a küzdő csapatok fegyelmét. József főherceg magyar csapatai még engedelmességet fogadtak parancsnokuknak. 1918. október 24-én bekövetkezett az antant végső támadása, a harmadik piavei csata, amely a Monarchia déli haderejének összeomlásához vezetett.
1918 októberében Károly császár és király József főherceget kinevezte a balkáni hadseregcsoport (a korábbi Kövess seregcsoport) parancsnokává. Október 24-én a király tábornaggyá (Feldmarschall) léptette elő. Ez volt a Monarchia utolsó tábornagyi kinevezése, a teljes összeomlás küszöbén, amikor a megalakuló Nemzeti Tanácsok biztatására a katonák már tömegesen tagadták meg az engedelmességet parancsnokaiknak.

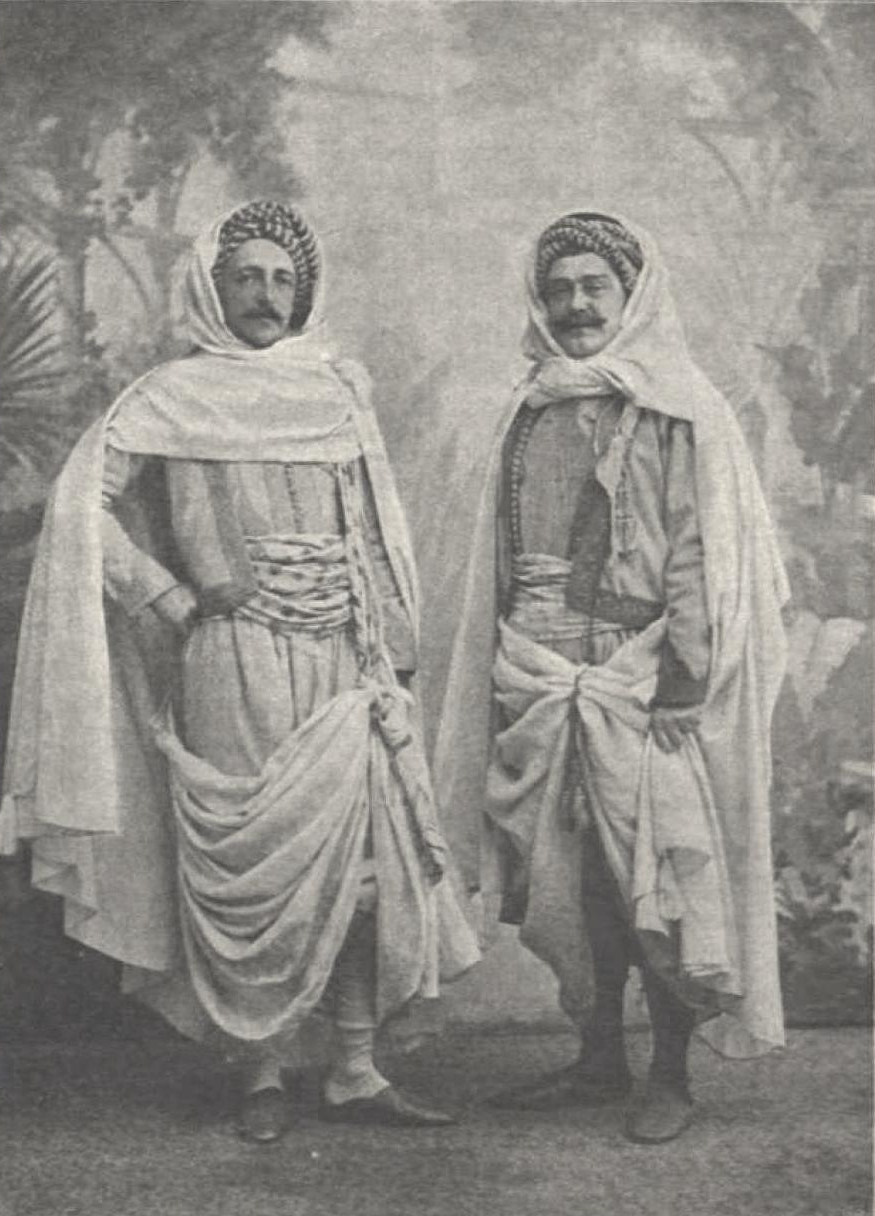
A fénykép József Ágostot és Libits Adolfot ábrázolja tuniszi öltözékben. A fénykép apropója egy 1900 februárjában indult olaszországi és afrikai körút volt. A főherceg felesége is velük tartott. Nápolyból indultak, pár napot Palermóban töltöttek a főherceg nővérével, Mária Dorottyával és annak férjével. Ezután Afrikába utaztak, bejárták Tripoliszt és Karthágót. Az útnak Libits súlyos megbetegedése vetett véget, akit vissza kellett szállítani gyógykezelésre.

### „Homo Regius” a magyar forradalmakban
1918. október 26-án IV. Károly király – a magyar nacionalisták megnyugtatásának szándékával – József főherceg tábornagyot nevezte ki az összes magyar csapat főparancsnokává, és saját teljhatalmú magyarországi helytartójává („homo regius”-szá, szó szerint „királyi emberré”). József főherceg kérte az uralkodót, mentse őt fel a császárnak tett hűségesküje alól. Az általános összeomlásban az új királyi főparancsnok már csak Magyarország határainak megvédésével próbálkozhatott. Ő készült is a déli vonal biztosítására, közben a király nevében tárgyalásokat kezdett a magyar politikai vezetőkkel.
A főváros lakossága azt várta, hogy az uralkodó a lemondott Wekerle helyett gróf Károlyi Mihályt fogja felkérni kormányalakításra. IV. Károly azonban visszarettent ettől a számára forradalmi lépéstől. Október 28-án ezért hatalmas tömeg indult Pestről a Várba, hogy a királyt képviselő Habsburg József főhercegtől Károlyi kinevezését követelje. Ennek ellenére másnap a főherceg gróf Hadik Jánost, az Országos Közélelmezési Hivatal volt vezetőjét kérte fel kabinetalakításra.
Október 30-án kitört a magyar polgári demokratikus forradalom és a köztársaság kikiáltása meghiúsította a kormányalakítást. Hadik 31-én hajnalban lemondott, József főherceg, mint homo regius (IV. Károly király jóváhagyásával) a radikális ellenzék vezérét, Károlyi Mihályt nevezte ki miniszterelnöknek, majd fiával, József Ferenc főherceggel együtt hűségnyilatkozatot tett a Magyar Nemzeti Tanácsnak. November 16-án a Károlyi Mihály-kormány kikiáltotta a köztársaságot.
József főherceg családjával a Tanácsköztársaság kikiáltása után is Magyarországon maradt, családtagjaival együtt. A kommunista belügyi népbiztosság megbízottai megfigyelés alatt tartották az alcsúti kastélyt, de a főherceg olyan népszerű személyiség volt, hogy nem zaklatták. A proletárdiktatúra bukása után ismét vállalt politikai szerepet: 1919. augusztus 7-én Magyarország kormányzójává (Reichsverweser) nyilvánította magát. Harry Hill Bandholtz amerikai tábornok, a budapesti antant-bizottság vezetője szemtanúként leírja, hogy a románok cinkos tétlensége mellett egy kb. 50 fős csendőri csoport hajtotta végre az államcsínyt. A Peidl Gyula szakszervezeti kormányát megbuktató Friedrich Istvánt nevezte ki miniszterelnökké. Nem csinált titkot abból, hogy rokonát, IV. Károlyt, a korábbi uralkodót szeretné visszasegíteni a Magyar Királyság trónjára.
1919. augusztus 11-én ultimátumot kapott a román megszálló hatóság részéről. Augusztus 20-án statáriumot vezetett be Magyarország egyes részein, ami ellen 21-én a románok a Szövetséges Katonai Missziónál tiltakoztak. A békekonferencia Legfelsőbb Tanácsa is augusztus 21-én értesítette a Misszió vezetőit arról, hogy egy Habsburgot nem látnak szívesen Magyarország élén. A Misszió vezető tábornokai még aznap tájékoztatták József főherceget arról, hogy a statáriumot azonnal meg kell szüntetnie. A találkozón a tábornokok a személyével szembeni fenntartásaikat is közölték.
József főherceg 1919. augusztus 23-án kénytelen volt lemondani, és megerősíteni a Szegeden tartózkodó Horthy Miklós ellentengernagyot a magyar Nemzeti Hadsereg főparancsnoki tisztségében. Amikor Horthy, az antant engedélye alapján bevonult a románok által kifosztott fővárosba, József főherceg az új „erős ember” mellé állt, és támogatta kormányzóvá választását (1920. március 1-jén).

### A Horthy-korszakban

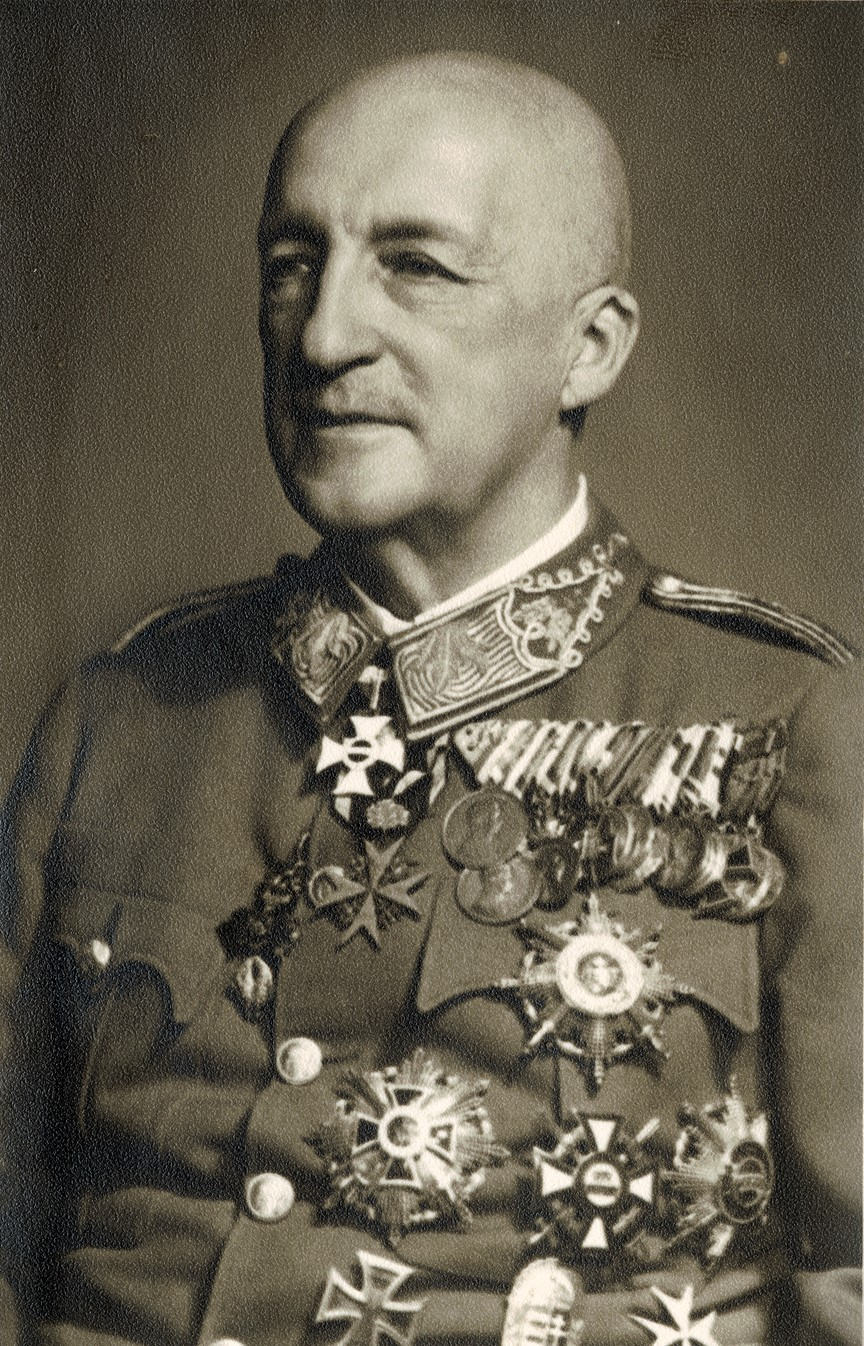
Magyar királyi tábornagyként 1943-ban

József főherceg és Auguszta főhercegasszony (immár mint királyi herceg és hercegné) a budapesti „jobb társaság” középpontjába kerültek. Rendszeresen megjelentek a jelentős vagy különleges kulturális eseményeken, így például Fejős Pál avantgardista rendező „Pán” és „Lidércnyomás” c. filmjeinek szakmai bemutatóján, 1920. augusztus 1-jén. A Horthy Miklós által alapított Vitézi Rend elsőként József királyi herceget avatta vitézzé, 1921. augusztus 21-én.
A „király nélküli királyság” idején József főherceg nem vonult ki egészen a politikából. 1927-ben királyi hercegként a parlament újonnan alakult felsőházának tagja lett. Főleg azonban a társadalomtudományok terén tevékenykedett. Megírta és hét kötetben kiadta háborús visszaemlékezését, A világháború, amilyennek én láttam címmel. 1927. május 31-én a Katonai Mária Terézia Érdemrend Bizottsága, a II. piavei csatában tanúsított személyes bátorságáért Tiszti Arany Vitézségi Érmet adományozott neki. Élénken érdeklődött a kultúra iránt, művelt és széleskörűen tájékozott személyiség volt. 1929-től a Kisfaludy Társaság tagjává választotta. A budapesti és a kolozsvári egyetemek díszdoktorrá avatták. Ezekre alapozva a Magyar Tudományos Akadémia tiszteleti tagja, majd 1936-tól annak elnöke lett. Mindkét tisztségében 1944-es emigrációjáig megmaradt. Vadásztörténetek és színes útirajzok írójaként is ismertségre tett szert. Felesége, Auguszta hercegné, a világháború alatt és utána is sok jótékonysági akciót vezetett.
Amikor IV. Károly király 1922-ben madeirai száműzetésében elhunyt, pletykák keltek szárnyra, hogy József királyi herceg érdeklődik a magyar trón iránt, saját maga és fia, József Ferenc királyi herceg számára. Törekvése megtört Horthy ellenállásán, aki saját fia és unokája számára építette a kormányzói utódlást. Ugyanebből az okból József súlyos összeütközésbe került az özvegy Zita királynéval és a Habsburg-család többi tagjával, akik Ottó főherceget ismerték el trónörökösnek. A családi ellentét csak az 1950-es években oldódott fel. A vita azonban tulajdonképpen érdek nélkülinek tekinthető, hiszen a második királypuccs után az antanthatalmak (Nagy-Britannia, Franciaország, Olaszország) nyomására a magyar országgyűlés kimondta a Habsburg-ház trónfosztását, amely után a Habsburg-ház restaurációjára nem mutatkozott reális esély.

### A főherceg és a nyilasok
József Ágost főherceg az 1944. október 15-ei nyilas puccs során, szélsőjobboldali magyar törzstisztek ösztökélésére a miniszterelnöktől, Lakatos Géza tábornoktól azt követelte, hogy őt nevezze ki a honvédség főparancsnokává. Lakatos ezt megtagadta azzal, hogy ez a Legfelsőbb Hadúr (azaz Horthy kormányzó) kizárólagos hatásköre.
A nyilas hatalomátvétel után a főherceg hűséget esküdött Szálasinak. A budavári főhercegi palota erkélyéről üdvözölte a Szent György téren ünneplő nyilasokat. Feleségével, Auguszta főhercegnével együtt személyesen is részt vett ünnepi gyűlésükön. Egy született arisztokrata, Habsburg főherceg, magyar királyi herceg, császári és királyi tábornagy, a legitim monarchia híve részéről ez a szimpátia nehezen érthető. Életének ezen eseményeiről saját későbbi visszaemlékezéseiben, emlékirataiban semmilyen említést nem tett.

### Utolsó évei emigrációban
1944 végén a házaspár Magyarországról az Egyesült Államokba menekült. Később visszatértek az NSZK-ba (Bajorországba), József nővéréhez, Margit Klementina Mária főhercegnőhöz, Thurn und Taxis hercegnéhez.
Horthy Miklós 1957 februárjában bekövetkezett halála után a Vitézi rend Nyugaton élő tagjainak felkérésére József Ágost királyi herceg összehívta a Rend elérhető tagjait. Az emigrációban élő tagok újraválasztották a Vitézi Széket, József Ágost főherceget választották meg a Rend második főkapitányának. A főherceg szervező munkájának gyümölcseként a Vitézi Rendet 1962-ben felvették a nemzetközi lovagrendek sorába.
Az Osztrák–Magyar Monarchia utolsó tábornagya 89 éves korában hunyt el 1962. július 6-án, a Straubing melletti Rain helységben. A feldafingi temetőben temették el. 1964-ben elhunyt feleségét, Auguszta főhercegnőt is ide temették. Földi maradványaikat 1992-ben hazahozták és a Budai Várpalota alatt lévő nádori kriptában újratemették.

## Kastélyainak, leszármazottainak későbbi sorsa

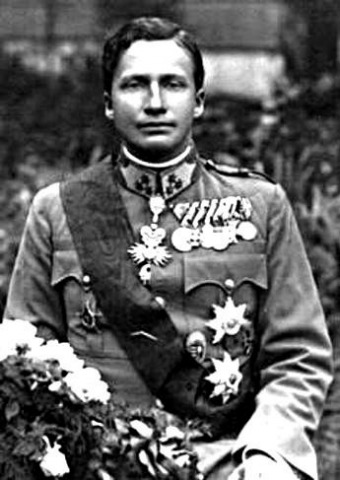
Fia, József Ferenc

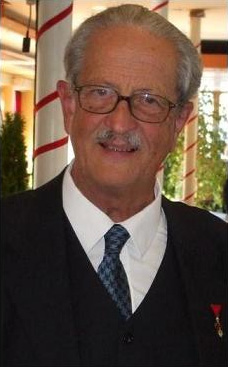
Unokája, József Árpád

Az Alcsúti kastély (Alcsútdoboz) lakói a második világháború végén Nyugatra menekültek. 1944. december 23-án a községet és a kastélyt elfoglalták a szovjet csapatok, 1945 áprilisáig a községen át húzódott a frontvonal. Ebben az időszakban a kastélyban tűz ütött ki, az épület a könyvtárral, levéltárral és a kápolnával együtt elpusztult. A gazdátlanul maradt romok maradékát a helyi lakosok fosztották ki. A romokat és törmeléket 1950–51-ben buldózerrel összetolták, így látható ma is, csak egy falmaradvány (porticus) áll.
A budavári főhercegi palota a Sándor-palotával szemben, a Szent György téren állt. Helyén korábban a 18. századi, copf stílusú Teleki-palota állt, amelyet az 1890-es években Giergl és Korb osztrák építészek alakították át József főherceg számára. Budapest 1944–45-ös ostroma során a palota berendezését széthordták, az épület is megsérült a harcokban. Az 1960-as évek végéig romos állapotban nézett le a Krisztinavárosra. A királyi palota helyreállítási munkáinak megkezdésekor, 1969-ben (a királyi istállókkal és a lovas testőrség palotájával együtt) felrobbantották. Helyén középkori rommezőt tártak fel, és szabadtéri múzeum formájában látogathatóvá tették. A főhercegi palota, illetve a Teleki palota helyreállítása 2010-ben még nem szerepelt a Várgondnokság Kht. tervei között. A helyreállítás terve később bekerült a Nemzeti Hauszmann Programba, amelynek keretében 2021 őszén megindultak az újjáépítési munkálatok.
József Ferenc főherceg, József Ágost legidősebb fia, apja előtt halt meg 1957-ben. József Ágost örököse így legidősebb unokája, József Árpád királyi herceg (1933–2017) lett, József Ferenc főherceg és Anna Mónika szász királyi hercegnő fia. József Árpád feleségül vette Maria zu Löwenstein-Wertheim-Rosenberg német hercegnőt. József Ágost főherceg megérte dédunokáinak, elsőként a legifjabb József főhercegnek (1960–) születését is. A magyar Vitézi Szék 1977. december 3-án József főherceg tábornagy unokáját, vitéz József Árpád királyi herceget, az addigi főkapitány-helyettest választotta meg a vitézi rend negyedik főkapitányává.
József Ágost leányunokája, Habsburg Ilona (1927–2011) 1946-ban a Carlowitz-házból való György Sándor mecklenburgi herceghez (Georg Alexander Herzog zu Mecklenburg, 1921–1996) ment feleségül. Fia, George Borwin (1956–) jelenleg (2017), Mecklenburg-Strelitz címzetes hercege.

## Főbb művei

### Németül
- In den Wildnissen Afrikas. Jagdschilderungen aus dem Sudan; magyarról ford. Camillo Morgan; Neumann, Neudamm, 1908
- Weidmanns Erinnerungen; Frick–Ráth, Wien–Budapest, 1915
- Hohe Jagd 75 Jahre Weidwerk; Das Bergland-Buch, Salzburg–Stuttgart, 1957

### Magyarul
- Erdei magány és egyéb vadásztörténetek; Athenaeum, Budapest, 1913
- A magyar vitézség nagy napjai. Székfoglaló; Lampel, Budapest, 1922 (Magyar könyvtár)
- Véres kárpáti virágok; Hadtörténeti Levéltár, Budapest, 1924
- A világháború amilyennek én láttam. 1914 július 31.–1915 május 25., 1-7.; közrem. Rubint Dezső; MTA, Budapest, 1926–1934
- Ave crux spes unica! Keserves száműzetésem alatt szívemből fakadt imáim gyűjteménye. 1945–1949; Katolikus Magyarok Vasárnapja Ny., Cleveland, 1949
- József főherceg: Útiemlékeim Afrikából / Bársony István: A vadászat; Zalaerdő Rt., Nagykanizsa, 2003

## Kapcsolódó irodalom
- Brigitte Hamann (kiadó): Die Habsburger, Bécs, 1993
- Oskar von Hofmann – Gustav von Hubka.szerk.: Dr. Carl Freiherr von Bardolff: Der Militär-Maria Theresien-Orden. Die Auszeichnungen im Weltkrieg 1914-1918. (A Katonai Mária Terézia-rend. Kitüntetések a világháború alatt) (német nyelven). Wien: Verlag Militärwissenschaftliche Mitteilungen (1943/1944)
- Jörg C. Steiner. Schematismus der Generäle und Obersten der k.u.k. Armee, Stand 31.12.1918 (A császári és királyi hadsereg tábornokainak és ezredeseinek névjegyzéke, 1918. dec. 12-ei állapot (német nyelven). Wien: Edition S & M (1992). ISBN 3-901215-01-8
- Julier Ferenc: 1914–1918: A világháború magyar szemmel, Magyar Szemle Társaság, Budapest, 1933
- Lakatos Géza: Ahogyan én láttam (Visszaemlékezések), München, 1981, Aurora Könyvek (József főherceg 1944.októberi ténykedéséről)
- Horthy Miklós: Emlékirataim, szerk. Antal László, Budapest, Európa, 1993 (Extra Hungariam), ISBN 963075570X – 3., mód. kiadás
- Horthy Miklós titkos iratai, szerk. Szűcs László, Budapest, Magyar Országos Levéltár, Kossuth Kiadó, 1972
- Nemeskürty István: Búcsúpillantás. A magyar királyság és kormányzója 1920–1944, Szabad Tér, Budapest, 1995
- Gosztonyi Péter: Miklós von Horthy (Admiral und Reichsverweser), Göttingen, 1973
- Galántai József: Magyarország az első világháborúban, Korona, Budapest, 2001
- Balla Tibor: Szarajevó, Doberdó, Trianon, Scolar, Budapest, 2003
- Bandholtz, Harry Hill. Napló nem diplomata módra – román megszállás Magyarországon. Magyar Világ (1993). ISBN 963-7815-50-3
- Nánay Mihály: Habsburg József főherceg. A katona és a politikus, 1914–1924; Unicus Műhely, Budapest, 2018
- Kovács S. Tibor: József főherceg vadászkése. Hónap kincse, 2022. március; Magyar Nemzeti Múzeum, Budapest, 2022